# Mount Ninji and Da Nice Time Kid
Albums de Die Antwoord
Suck on This
(2016)
Singles
1. Gucci Coochie (feat. Dita von Teese)
Sortie : 18 mai 2016
2. Banana Brain
Sortie : 22 juillet 2016
3. We Have Candy
Sortie : 18 août 2016
4. Fat Faded Fuck Face
Sortie : 8 septembre 2016

Mount Ninji and Da Nice Time Kid est le quatrième album studio de Die Antwoord. Il est sorti le 16 septembre 2016.

## Liste des pistes
| No  | Titre                                          | Durée |
| --- | ---------------------------------------------- | ----- |
| 1.  | We Have Candy                                  | 3:03  |
| 2.  | Daddy                                          | 3:59  |
| 3.  | Banana Brain                                   | 4:48  |
| 4.  | Shit Just Got Real (featuring Sen Dog)         | 3:48  |
| 5.  | Gucci Coochie (featuring Dita von Teese)       | 4:05  |
| 6.  | Wings on My Penis (featuring Lil Tommy Terror) | 1:15  |
| 7.  | U Like Boobies? (featuring Lil Tommy Terror)   | 1:15  |
| 8.  | Rats Rule (featuring Jack Black)               | 3:41  |
| 9.  | Jonah Hill                                     | 1:07  |
| 10. | Stoopid Rich                                   | 3:05  |
| 11. | Fat Faded Fuck Face                            | 4:01  |
| 12. | Peanutbutter + Jelly                           | 2:21  |
| 13. | Alien                                          | 4:16  |
| 14. | Street Light                                   | 4:58  |
| 15. | Darkling                                       | 3:35  |
| 16. | I Don't Care                                   | 4:44  |

## Classements hebdomadaires
| Classements (2016)             | Meilleure position |
| ------------------------------ | ------------------ |
| Allemagne (Media Control AG)   | 25                 |
| Australie (ARIA)               | 9                  |
| Autriche (Ö3 Austria Top 40)   | 18                 |
| Belgique (Flandre Ultratop)    | 3                  |
| Belgique (Wallonie Ultratop)   | 14                 |
| Canada (Canadian Albums Chart) | 16                 |
| Espagne (Promusicae)           | 64                 |
| États-Unis (Billboard 200)     | 34                 |
| France (SNEP)                  | 38                 |
| Italie (FIMI)                  | 53                 |
| Pays-Bas (Mega Album Top 100)  | 40                 |
| Pologne (ZPAV)                 | 11                 |
| Royaume-Uni (UK Albums Chart)  | 52                 |
| Suisse (Schweizer Hitparade)   | 14                 |